# Rue du Bastion (Mulhouse)
La rue du Bastion (en alémanique alsacien : Bollwàrkgàsslà [ˈb̥olvar̥kˌɡ̊aslə]) est une ruelle piétonne du centre-ville de Mulhouse, en Alsace.

## Situation géographique
De forme strictement linéaire, la rue du Bastion s'étend sur une trentaine de mètres de la Rue de la Meurthe au nord-est à la rue de la Justice au sud-est. Elle se trouve donc entre la rue de Metz et la rue Louis-Pasteur en bordure nord du centre historique de la ville.

## Historique
La ruelle est percée en 1772 sans qu'aucun nom ne lui soit donné. En 1844, les bâtiments de la voie sont encore administrativement rattachés à la rue de la Justice. 
Après la cession de l'Alsace-Lorraine à l'Empire allemand, elle est tardivement nommée Bollwerk  Strasse en allemand standard en 1913, avant de prendre officiellement le nom français de rue du Bastion après la Première Guerre mondiale en 1919. L'administration du Troisième Reich la rebaptise Bollwerk  Strasse le 18 août 1940, puis la voie reprend son nom actuel à la Libération de la ville en 1944.
La rue porte le nom de la tour du Bollwerk, située derrière le croisement de la rue de la Justice côté rue de Metz. 
Le mot Bollwerk (ou Bollwark en alsacien) signifie littéralement « bastion ».
En 2016 est apposée la signalétique bilingue avec le nom alsacien Bollwàrkgàsslà.